# Celina (género)
Celina es un género de coleópteros adéfagos de la familia Dytiscidae. 
Tiene las siguientes especies:

## Especies seleccionadas
- Celina aculeata	Aube
- Celina adusta
- Celina amabilis
- Celina angustata
- Celina bonvouloiri
- Celina bruchi
- Celina conspicua	Zimmermann 1921
- Celina contiger
- Celina crassicornis
- Celina cubesis
- Celina debilis
- Celina dufaui	Legros 1948